# Newark Athlete
Newark Athlete is een Amerikaanse korte film die geregisseerd en geproduceerd werd door William Dickson en William Heise. Het is een stomme film in zwart-wit. De film duurt ongeveer 30 seconden en geeft een jonge atleet weer die met kegels staat te zwaaien. De film werd opgenomen in mei of juni 1891 in Edisons Black Maria-filmstudio. De film was gemaakt om Thomas Edisons kinetoscoop, het apparaat waarmee de film bekeken kon worden, te testen.
In 2010 werd Newark Athlete gekozen door het National Film Preservation Board voor behoud in de National Film Registry van het Library of Congress. Het is de oudste film in de National Film Registry.

## Prijzen
| Jaar | Prijs                  |
| ---- | ---------------------- |
| 2010 | National Film Registry |